# ایوان وازوف
ایوان مینچوف وازوف (به بلغاری: Иван Минчов Вазов) (۲۷ ژوئن ۱۸۵۰–۲۲ سپتامبر ۱۹۲۱) یک شاعر، رمان‌نویس، و نمایشنامه‌نویس بلغاری بود که از او به عنوان «پدر ادبیات بلغاری» یاد می‌شود. ایوان وازوف شاعر میهنی بود و راه ادبیات مترقی بلغارستان را گشود. وازوف بیشتر ایام عمر خود را در غربت و در روسیه گذرانده و آرزوی آزادی بلغارستان را از زیر یوغ ترکان عثمانی در دل می‌پرورده‌است. رمان «در زیر یوغ» او نیز به قیام نافرجام ملت بلغار در ۱۸۷۶ مربوط می‌شود.

## زندگی‌نامه
ایوان وازوف در ۱۸۵۰م در شهری کوچک به نام سوپوت به دنیا آمد. در ۱۸۷۴م، به جنبش آزادی‌بخش بلغارستان برای رهایی میهن از سلطهٔ ترکیهٔ عثمانی پیوست. در ۱۸۷۵م، به زادگاه خود سوپوت بازگشت و عضو کمیتهٔ انقلابی محلی شد. پس از شکست قیام آوریل ۱۸۷۶م از کشور گریخت و در گالاتسی (رومانی) مستقر شد، جایی که بسیاری از مبارزان انقلابی در تبعید بودند. او همگام با بوتف، رهبر ایدئولوژیکی جنبش انقلابی بلغارستان و برخی از مهاجران بلغار شروع به سرودن اشعار مشهور خود کرد و نخستین کتاب‌های شعر را در ۱۸۷۶ و ۱۸۷۷م به چاپ رسانید. بلغارستان در پی جنگ روسیه و ترکیه و امضای پیمان سن استفانو در ‏۱۸۷۸م به استقلال رسید. ‏ایوان وازوف از چهره‌های برجستهٔ اجتماعی و فرهنگی بلغارستان مستقل به‌شمار می‌رود و در دوره ای وزیر آموزش و پرورش بلغارستان نیز بوده‌است. وازوف در سپتامبر ۱۹۲۱م در هفتاد و یک سالگی در صوفیه درگذشت و بلغارستان به افتخار او نام شهرک سوپوت زادگاه او را به نام خود او به (وازف‌گراد) تغییر داد. خانهٔ او در صوفیه تبدیل به موزه ای به نام او شده‌است.

## آثار
او مجموعه اشعار میهنی فراوان دارد که معروف‌ترین آن‌ها منظومه‌ای است تحت عنوان «حماسه فراموش‌شدگان». وی نمایشنامه‌های میهنی نیز دارد که معروفترین آنها «به سوی گرداب» است.